# Manny Pérez

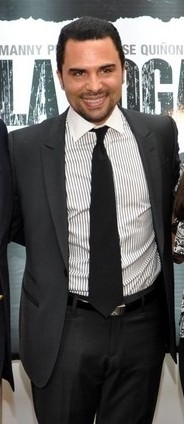
Manny Pérez im Jahre 2010

Manuel „Manny“ Pérez Batista (* 5. Mai 1969 in Baitoa, Santiago) ist ein dominikanisch-US-amerikanischer Schauspieler.

## Leben und Karriere
Manny Pérez wurde in der Stadt Baitoa in der dominikanischen Republik geboren. Er ist eines von 11 Kindern. Sein Cousin ist der mit dem Pulitzer-Preis ausgezeichnete Autor Junot Díaz. Nach seiner Schulzeit in seinem Heimatland wusste er, dass er Schauspieler werden wollte und zog daher nach New York um, wo er das Marymount Manhattan College 1992 erfolgreich abschloss. Er lebt in Washington Heights, einem Viertel von Manhattan.
Seit 1993 ist er als Schauspieler aktiv. Schon nach relativ kurzer Zeit spielte er sowohl in Filmen als auch in  Fernsehserien mit. Mit dem Film Washington Heights aus dem Jahre 2002 gelang ihm sein Durchbruch. Neben seiner Darstellung, für die er viel Lob erhielt, war er Produzent und außerdem am Drehbuch beteiligt. Neben diesem Erfolg war er auch in Filmen wie Das Gesetz der Ehre, Bella oder Tödliche Währung – Abgerechnet wird zum Schluss zu sehen. Zu seinen Gastauftritten im Fernsehen zählen Serien wie CSI: Miami, Criminal Minds oder Cold Case – Kein Opfer ist je vergessen. Er spielte zudem wiederkehrende Rollen Third Watch – Einsatz am Limit, 100 Centre Street oder Homeland.
Nach eigenen Angaben war er, als er nach New York kam stark übergewichtig. Später fanden Ärzte heraus, dass dies auf den Folgen eines Hakenwürmer-Befalls beruhte. Der Grund lag darin, dass Pérez als Kind oft barfuß unterwegs war.
Nachdem der Hurricane Noel in seiner Heimat großen Schaden anrichtete, spendete er 10.000 Paar Schuhe, an die Menschen, die alles verloren hatten.

## Filmografie (Auswahl)
- 1993: New York Undercover Cop
- 1995: New York Cops – NYPD Blue (NYDP Blue, Fernsehserie, Episode 3x08)
- 1996: Mut zur Wahrheit (Courage Under Fire)
- 1996: Bullet – Auge um Auge (Bullet)
- 1999: Rude Awakening – Nur für Erwachsene (Rude Awakening, Fernsehserie, 2 Episoden)
- 2000: Dinner Rush
- 2001–2002: 100 Centre Street (Fernsehserie, 18 Episoden)
- 2002: Washington Heights
- 2003: Party Monster
- 2004: The Breakup Artist
- 2004: CSI: Miami (Fernsehserie, Episode 3x07)
- 2005: Third Watch – Einsatz am Limit (Third Watch, Fernsehserie, 10 Episoden)
- 2006: Bella
- 2006–2007: Rescue Me (Fernsehserie, 5 Episoden)
- 2007: Amexicano
- 2007: Tödliche Währung – Abgerechnet wird zum Schluss (Illegal Tender)
- 2008: Das Gesetz der Ehre (Pride and Glory)
- 2008: Last Call
- 2009: La Soga – Wir wurden alle unschuldig geboren (La Soga)
- 2009: The Ministers – Mein ist die Rache (The Ministers)
- 2010: Cold Case – Kein Opfer ist je vergessen (Cold Case, Fernsehserie, Episode 7x13)
- 2011: Criminal Minds (Fernsehserie, Episode 6x12)
- 2012: Elementary (Fernsehserie, Episode 1x01)
- 2013: Crosstown
- 2013: Homeland (Fernsehserie, 2 Episoden)
- 2014: Liebe geht seltsame Wege (Love is Strange)
- 2016: Back in the Day
- 2016: Marvel’s Luke Cage (Fernsehserie, 3 Episoden)
- 2016: The Blacklist (Fernsehserie, Episode 4x03)
- 2017: Shots Fired (Fernsehserie, 4 Episoden)
- 2017: Colao
- 2018: Veneo
- 2019: Bull (Fernsehserie, Episode 3x19)
- 2020: Big Dogs (Fernsehserie, 8 Episoden)
- 2021: Blindsided
- 2021: Separation